# Alfred Nier
Alfred Otto Carl Nier (28 de mayo de 1911 - 16 de mayo de 1994) fue un físico norteamericano pionero en el desarrollo de la espectrometría de masas, utilizado de manera innovadora para poder establecer resultados científicos notables.

## Biografía
Alfred Nier nació en Saint Paul, capital del estado de Minnesota, demostrando desde temprana edad una capacidad especial para las matemáticas y las ciencias, junto con aptitudes para el desarrollo y mecánica de trabajo. Los padres de Nier tenían pocos recursos económicos, no obstante, lograron que su hijo pudiera estudiar en la Universidad de Minnesota, graduándose en ingeniería eléctrica en 1931. Tras su graduación, Estados Unidos sufría los efectos de la Gran Depresión y el no poder encontrar trabajo, llevó a Nier a realizar estudios de postgrado de física, donde empezaría a familiarizarse con la espectrometría de masas.
En 1936, gracias a su talento en la espectrometría, logró una beca y sustancial subvención para seguir sus estudios en la Universidad de Harvard, donde realizó mediciones de la abundancia relativa de los isótopos de uranio que se publicaron en 1938 y posteriormente estudiadas por Fritz Houtermans y Arthur Holmes en los años 40 para estimar la edad de la Tierra.
En 1938, Nier regresó a Minnesota para estar cerca de su familia. En 1940, a petición de Enrico Fermi, él y algunos estudiantes como Edward Ney, prepararon una muestra pura de uranio-235 utilizando un espectrógrafo de masas diseñado por el propio Nier, para el equipo del físico John R. Dunning de la Universidad de Columbia. En el día de la presentación del proyecto (que ha sido enviado por Correo Postal de EE. UU.), el equipo de Dunning fue capaz de demostrar que el Uranio-235 es el isótopo responsable de la fisión nuclear, en lugar del uranio-238. La confirmación de este hecho es considerado un paso crítico en el desarrollo de la bomba atómica.
Después de la Segunda Guerra Mundial, Nier regresó a Minnesota donde trabajó con temas relacionados con la geocronología, la atmósfera terrestre, la ciencia espacial y los gases nobles. Fue miembro de Academia Nacional de Ciencias de Estados Unidos y de la Sociedad Max Planck. Su vida profesional fue activa hasta que tuvo un accidente de moto, tras el cual quedó paralítico. Murió dos semanas después. 
Tras su muerte, en 973 la Unión Astronómica Internacional aprobó poner su apellido en un cráter del planeta Marte, conocido como Nier
La Meteoritical Society concede anualmente el premio Nier, en honor a su persona, a los jóvenes científicos destacados por su trabajo e investigación.